# Acho Manzi
Acho Manzi (Buenos Aires, 6 de marzo de 1933-ibídem, 27 de julio de 2013), cuyo verdadero nombre era Homero Luis Manzione, fue un poeta y músico argentino dedicado al género del tango, hijo del celebrado poeta Homero Manzi y de Casilda Iñíguez Vildósola.

## Vida personal y profesional
Al nacer, su padre le dedicó la canción Duerme a la que puso música Hugo Gutiérrez. A los 12 años sus padres lo pusieron pupilo en un colegio donde permaneció hasta los 17 en que su padre falleció de cáncer. Desde chico estudió piano y su temprana vocación poética le permitió escribir con su padre a los 15 años la letra del tango El último organito pero ya antes había hecho la letra y música de los foxtrots Rey del bosque, que grabó la orquesta de jazz Santa Anita y de Ceniza al viento; las tres obras las firmó simplemente como Acho y recién después que falleciera su padre usó el Manzi.
 En 1954 escribió un poema que al ser musicalizado por Juan Cedrón se convirtió en el tango Padre. Otras de sus obras Rivera Norte y Saint Tropez; Brigite de Olivos y Nocturno Sebastián, entre muchos otros. Juan Cedrón musicalizó una serie de poemas de Acho Manzi que fueron publicados en el CD Para que vos y yo en 1997 en tanto otros lo fueron en el CD Frisón Frisón.
En el cine fue entrevistado para el documental Los guardianes del ángel (2004) y fue productor en el filme documental Homero Manzi, un poeta en la tormenta (2009), que protagonizara Carlos Portaluppi.
Tuvo 3 hijos, 2 varones de su primer matrimonio y una mujer, llamada Malena, con su última esposa. Acho Manzi falleció en Buenos Aires el 27 de julio de 2013. Su cuerpo descansa en el Panteón de la Sociedad Argentina de Autores y Compositores del Cementerio de la Chacarita.